# Coccotrema
Coccotrema is een geslacht van korstmossen behorend tot de familie Coccotremataceae. De typesoort is Coccotrema antarcticum.

## Geslachten
Volgens Index Fungorum telt het geslacht 18 soorten (peildatum december 2021):
| Soortnaam                  | Auteur(s)                             | Publicatiejaar |
| -------------------------- | ------------------------------------- | -------------- |
| Coccotrema antarcticum     | Müll. Arg.                            | 1889           |
| Coccotrema citrinescens    | P. James & Coppins                    | 1992           |
| Coccotrema coccophorum     | (Mont.) I. Schmitt, Messuti & Lumbsch | 2001           |
| Coccotrema colobinum       | (Tuck.) Messuti                       | 2003           |
| Coccotrema corallinum      | Messuti                               | 2002           |
| Coccotrema cucurbitula     | (Mont.) Müll. Arg.                    | 1889           |
| Coccotrema fernandezianum  | Messuti                               | 2002           |
| Coccotrema hahriae         | T. Sprib. & Tønsberg                  | 2010           |
| Coccotrema kerguelense     | C.W. Dodge                            | 1948           |
| Coccotrema magellanicum    | Messuti                               | 2002           |
| Coccotrema maritimum       | Brodo                                 | 1973           |
| Coccotrema minutum         | (Degel.) R. Sant.                     | 2010           |
| Coccotrema placodinum      | Imshaug                               |                |
| Coccotrema pocillarium     | (Cumm.) Brodo                         | 1973           |
| Coccotrema porinopsis      | (Nyl.) Imshaug ex Yoshim.             | 1974           |
| Coccotrema rubromarginatum | Fryday                                | 2019           |
| Coccotrema sphaerophorum   | Vain.                                 | 1926           |
| Coccotrema thelioplacum    | (Nyl.) Imshaug                        |                |